# Роверета
Роверета (итал. Rovereta) — деревня на севере Сан-Марино, расположенная в коммуне Серравалле на границе с Италией. Расстояние между двумя противоположными участками государственной границы Сан-Марино в окрестностях Роверета составляет не более 4 километров.

## История
В 1957 году населённый пункт стал одним из основных мест действия политического кризиса, получившего название «Fatti di Rovereta». После окончания срока полномочий капитанов-регентов ночью с 30 сентября на 1 октября депутаты «демократического союза» во главе с Ф. Биджи, ранее объявившие незаконным решение о роспуске Парламента заняли заброшенное двухэтажное бетонное промышленное здание в Роверете и провозгласили себя временным правительством Сан-Марино. Временное правительство было признано Италией, а также встречалось с консулом США во Флоренции Уиллиамом Дейлом Фишером. 12 октября Сан-Марино было оккупировано итальянскими карабинерами, а 24 октября христианские демократы и их союзники назначили новых капитанов-регентов и новый состав правительства.

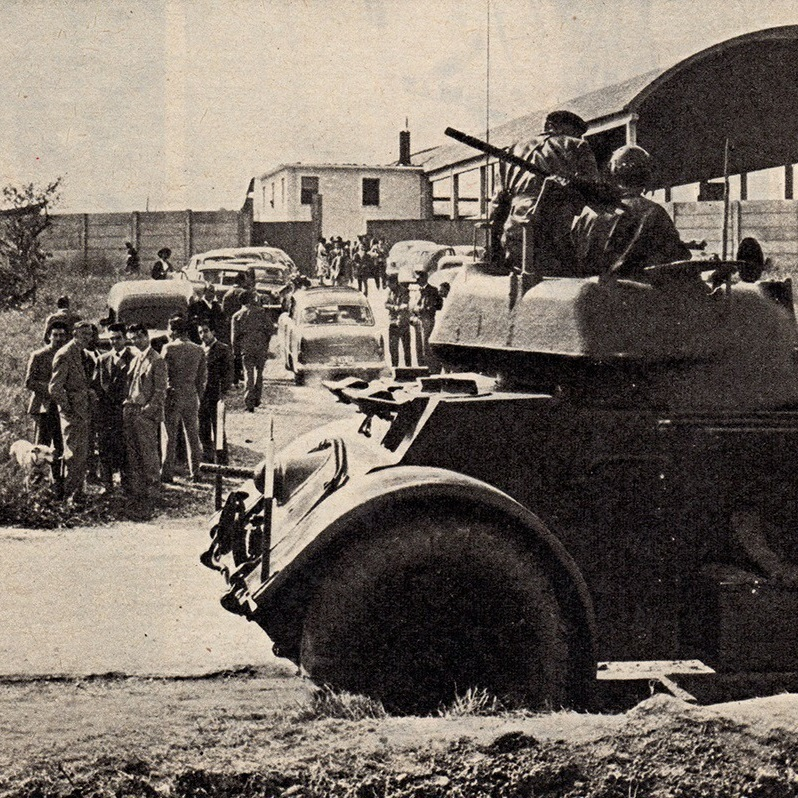
Бронеавтомобиль итальянских карабинеров в октябре 1957 года на улице Страда дей Ченсити у резиденции временного правительства Сан-Марино
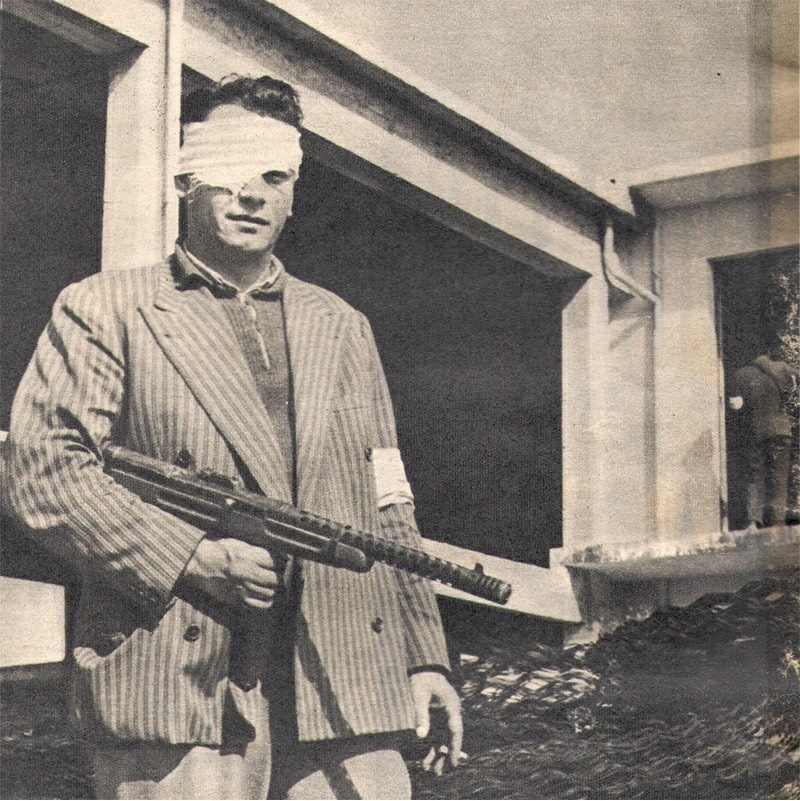
Вооружённый сторонник временного правительства Сан-Марино в Роверете. Октябрь 1957 года

## Экономика
Роверета является промышленным районом. Здесь также размещены игорные залы, которые не одобряются оппозицией.